# Atletiek op de Paralympische Zomerspelen 1964
De IIe Paralympische Spelen werden in 1964 gehouden in Tokio, Japan. Atletiek stond voor de tweede keer op het programma. En was een van de negen sporten tijdens deze spelen.

## Disciplines
Er stonden bij de atletiek 8 disciplines op het programma.
- Kegelwerpen
- Discuswerpen
- Speerwerpen

- Vijfkamp
- Kogelstoten
- Slalom

- Wheelen
- Rolstoel Estafette

## Mannen

### Kegelwerpen
| Klasse | Afstand | land | Goud          | land | Zilver         | land | Brons      |
| ------ | ------- | ---- | ------------- | ---- | -------------- | ---- | ---------- |
| A      | 36.67   | GBR  | Dick Thompson | RSA  | Daniel Erasmus | USA  | F. Vecera  |
| B      | 32.61   | GER  | W. Prossl     | GBR  | D. Pickering   | ITA  | Borghese   |
| C      | 34.43   | USA  | H. Smith      | ITA  | Roberto Marson | GBR  | R. Rowe    |
| D      | 41.63   | USA  | R. Stein      | ARG  | J. Diz         | USA  | Tim Harris |

### Discuswerpen
| Klasse | Afstand | land | Goud           | land | Zilver       | land | Brons         |
| ------ | ------- | ---- | -------------- | ---- | ------------ | ---- | ------------- |
| A      | 21.21   | RSA  | Daniel Erasmus | USA  | C. Sandglass | USA  | F. Vecera     |
| B      | 21.21   | RSA  | J. Meyer       | USA  | D. Kennedy   | RHO  | Keith Pienaar |
| C      | 29.59   | ITA  | Roberto Marson | USA  | R. Maduro    | ITA  | Benincasa     |
| D      | 36.98   | USA  | R. Stein       | USA  | Tim Harris   | ARG  | O. Campo      |

### Speerwerpen
| Klasse | Afstand | land | Goud           | land | Zilver         | land | Brons                |
| ------ | ------- | ---- | -------------- | ---- | -------------- | ---- | -------------------- |
| A      | 20.35   | GBR  | Dick Thompson  | RSA  | Daniel Erasmus | USA  | F. Vecera            |
| B      | 20.00   | GER  | W. Prossl      | RSA  | J. Meyer       | USA  | D. Kennedy           |
| C      | 24.20   | ITA  | Roberto Marson | USA  | W. Fairbanks   | RHO  | Leslie Manson-Bishop |
| D      | 26.70   | USA  | R. Stein       | ARG  | J. Diz         | GBR  | Tim Harris           |

### Vijfkamp
| Klasse        | Punten | land | Goud         | land | Zilver               | land | Brons         |
| ------------- | ------ | ---- | ------------ | ---- | -------------------- | ---- | ------------- |
| 1             |        | USA  | R. Maduro    | USA  | F. Vecera            | GBR  | Dick Thompson |
| 2             |        | USA  | W. Fairbanks | RSA  | Leslie Manson-Bishop | ARG  | J. Sznitowski |
| Special Class |        | USA  | R. Stein     | USA  | Tim Harris           | ARG  | J. Diz        |

### Kogelstoten
| Klasse | Afstand | land | Goud           | land | Zilver        | land | Brons      |
| ------ | ------- | ---- | -------------- | ---- | ------------- | ---- | ---------- |
| A      | 7.69    | RSA  | Daniel Erasmus | GBR  | Dick Thompson | GER  | I. Rose    |
| B      | 7.69    | GER  | W. Prossl      | RSA  | J. Meyer      | USA  | D. Kennedy |
| C      | 8.36    | ITA  | Benincasa      | USA  | W. Fairbanks  | USA  | R. Maduro  |
| D      | 9.96    | USA  | R. Stein       | GBR  | Tim Harris    | ARG  | J. Diz     |

### Slalom
| Klasse | tijd | land | Goud      | land | Zilver         | land | Brons |
| ------ | ---- | ---- | --------- | ---- | -------------- | ---- | ----- |
|        | 57.0 | USA  | R. Miller | ITA  | Roberto Marson | FRA  | Biron |

### Wheelen
| Klasse    | tijd | land | Goud        | land | Zilver     | land | Brons         |
| --------- | ---- | ---- | ----------- | ---- | ---------- | ---- | ------------- |
| above T10 |      | AUS  | Gary Hooper | USA  | D. Kennedy | GBR  | Dick Thompson |
| below T10 |      | USA  | R. Stein    | USA  | Tim Harris | USA  | R. Miller     |

### Rolstoel Estafette
| Rank | Land             | Tijd |
| ---- | ---------------- | ---- |
| 1    | Verenigde Staten |      |
| 2    | Australië        |      |

| Rank | Land             | Tijd |
| ---- | ---------------- | ---- |
| 1    | Verenigde Staten |      |
| 2    | Argentinië       |      |

## Vrouwen

### Kegelwerpen
| Klasse | Afstand | land | Goud               | land | Zilver          | land | Brons       |
| ------ | ------- | ---- | ------------------ | ---- | --------------- | ---- | ----------- |
| A      | 17.31   | AUS  | Elaine Schreiber   | ITA  | Anna Maria Toso | GBR  | J. Laughton |
| B      | 22.85   | RHO  | Lynnette Gilchrist | ARG  | S. Olarte       | GBR  | R. Harvey   |
| C      | 21.04   | USA  | Rosalie Hixson     | USA  | J. Waterman     | ARG  | Tortul      |
| D      | 24.46   | USA  | C. Welgar          | USA  | Patterson       | ARG  | S. Cochetti |

### Discuswerpen
| Klasse | Afstand | land | Goud           | land | Zilver             | land | Brons                  |
| ------ | ------- | ---- | -------------- | ---- | ------------------ | ---- | ---------------------- |
| A      | 10.44   | USA  | Barressi       | ITA  | Anna Maria Toso    | USA  | C. Giesse              |
| B      | 14.28   | RSA  | M. Forty       | RHO  | Lynnette Gilchrist | ARG  | S. Olarte              |
| C      | 14.40   | USA  | Rosalie Hixson | USA  | J. Waterman        | GBR  | V. Forder              |
| D      | 14.50   | ITA  | Irene Monaco   | ARG  | S. Cochetti        | ISR  | Zipora Rubin-Rosenbaum |

### Speerwerpen
| Klasse | Afstand | land | Goud               | land | Zilver           | land | Brons                  |
| ------ | ------- | ---- | ------------------ | ---- | ---------------- | ---- | ---------------------- |
| A      | 9.60    | ITA  | Anna Maria Toso    | AUS  | Elaine Schreiber | USA  | C. Giesse              |
| B      | 12.50   | RHO  | Lynnette Gilchrist | ARG  | S. Olarte        | RSA  | M. Forty               |
| C      | 12.60   | USA  | Rosalie Hixson     | AUS  | Marion O'Brien   | ARG  | Tortul                 |
| D      | 15.50   | ISR  | Mishani            | USA  | C. Welgar        | ISR  | Zipora Rubin-Rosenbaum |

### Kogelstoten
| Klasse | Afstand | land | Goud                   | land | Zilver             | land | Brons       |
| ------ | ------- | ---- | ---------------------- | ---- | ------------------ | ---- | ----------- |
| A      | 3.76    | ITA  | Anna Maria Toso        | AUT  | I. Driessler       | GER  | I. Strecker |
| B      | 4.36    | ARG  | S. Olarte              | RHO  | Lynnette Gilchrist | RSA  | M. Forty    |
| C      | 4.39    | USA  | Rosalie Hixson         | USA  | J. Waterman        | ARG  | Tortul      |
| D      | 5.16    | ISR  | Zipora Rubin-Rosenbaum | USA  | Patterson          | ISR  | Mishani     |

### Slalom
| Klasse | tijd   | land | Goud         | land | Zilver       | land | Brons      |
| ------ | ------ | ---- | ------------ | ---- | ------------ | ---- | ---------- |
|        | 1:12.6 | GBR  | Carol Bryant | NED  | E. Gaarlandt | NED  | E. O'Brien |

### Wheelen
| Klasse    | tijd | land | Goud         | land | Zilver       | land | Brons     |
| --------- | ---- | ---- | ------------ | ---- | ------------ | ---- | --------- |
| below T10 | 19.4 | GBR  | Carol Bryant | USA  | L. Patterson | USA  | C. Welgar |

Atletiek · Basketbal · Boogschieten · Dartchery · Gewichtheffen · Schermen · Snooker · Tafeltennis · Zwemmen
Rome 1960 ·
Tokio 1964 ·
Tel Aviv 1968 ·
Heidelberg 1972 ·
Toronto 1976 ·
Arnhem 1980 ·
New York & Stoke Mandeville 1984 ·
Seoel 1988 ·
Barcelona 1992 ·
Atlanta 1996 ·
Sydney 2000 ·
Athene 2004 ·
Peking 2008 ·
Londen 2012 ·
Rio de Janeiro 2016 ·
Tokio 2020 ·
Parijs 2024 ·
Los Angeles 2028